# Jorge Correa
Jorge Iván Correa (San Antonio de Padua, 4 de abril de 1993), conhecido por Jorge Correa, é um futebolista argentino que joga como atacante. Atualmente joga pelo Marítimo.

## Carreira
Correa começou a sua carreira nas categorias de base do Vélez Sársfield ainda muito jovem. Estreou profissionalmente em 2011, no empate por 0 a o com o Godoy Cruz. Passou a temporada 2012–13 emprestado ao Defensores. Retornou ao seu clube formador ao fim do empréstimo para se tornar titular e um dos destaques da equipe.
A 31 de janeiro de 2018 foi anunciado como reforço do Marítimo, clube da 1ºLiga Portuguesa.

## Títulos
Vélez Sársfield
- Supercopa Argentina: 2013